# Detroit Pistons
Los Detroit Pistons (en español, Pistones de Detroit) son un equipo profesional de baloncesto de los Estados Unidos con sede en Detroit, Míchigan. Compiten en la División Central de la Conferencia Este de la National Basketball Association (NBA) y disputan sus partidos como locales en el Little Caesars Arena, ubicado en el centro de la ciudad de Detroit. 
La franquicia fue fundada en 1941 en Fort Wayne, Indiana con el nombre de Fort Wayne Zollner Pistons. Jugaron en la National Basketball League (NBL) hasta su entrada en la Basketball Association of America (BAA) en 1948. En 1957 su fundador, Fred Zollner, trasladó al equipo a Detroit.
Entre los éxitos de la franquicia se encuentran dos campeonatos de la NBL y otros tres de la NBA, dos de ellos consecutivos en 1989 y 1990, y el tercero en 2004. También cuentan con 7 títulos de conferencia y 15 de división (4 de ellos pertenecen a la NBL).

## Pabellones
En Fort Wayne: 
- North Side High School Gym (1948-1952)
- War Memorial Coliseum (1952-1957)

En Detroit:
- Olympia Stadium (1957-1961)
- Memorial Building (University of Detroit) (1957-1961), utilizado cuando el Olympia Stadium estaba ocupado
- Cobo Arena (1961-1978)
- Pontiac Silverdome (1978-1988), en la localidad de Pontiac, a 19 km de Detroit
- The Palace of Auburn Hills (1988-2017), en la localidad de Auburn Hills, a 40 km de Detroit
- Little Caesars Arena (2017-presente)

Notas:
- El 12 de marzo de 1960 los Pistons tuvieron que jugar un partido de playoffs ante Los Angeles Lakers en el Instituto Grosse Pointe debido a falta de disponibilidad de pabellones.
- El 27 de abril de 1984 los Pistons jugaron el quinto partido de primera ronda de playoffs contra New York Knicks en el Joe Louis Arena (Detroit) debido a problemas de calendario.
- Durante la temporada 1984-85 el tejado del Pontiac Silverdome se derrumbó, por lo que el equipo tuvo que jugar temporalmente en el Joe Louis Arena (durante 15 partidos) y en el Cobo Arena (1 partido).

## Historia

### De Fort Wayne a Detroit
La franquicia fue fundada bajo el nombre de Fort Wayne Zollner Pistons, un equipo de la NBL que jugaba en el North Side High School Gym, en Fort Wayne, Indiana. Zollner Corporation, cuyo propietario era Fred Zollner, era una factoría que manufacturaba pistones principalmente para coches y camiones. En 1948, el equipo se convirtió en Fort Wayne Pistons, compitiendo en la BAA. Zollner logró que la NBL y la BAA se unieran y formaran la NBA. Desde aquel momento, los Pistons comenzaron a jugar en la NBA. Liderados por su estrella George Yardley, Fort Wayne Pistons fue una franquicia muy popular en la liga y llegó a las Finales en 1954 y 1955, perdiendo ambas. 
Al equipo la ciudad de Fort Wayne se le estaba empezando a quedar pequeña, por lo que en 1957, Zollner llevó a los Pistons a Detroit, una ciudad mucho más grande que no había tenido un equipo profesional de baloncesto en una década. En 1947, la ciudad perdió a Detroit Gems de la NBL, que se mudó a Mineápolis para convertirse en Minneapolis Lakers (ahora en Los Ángeles) y a Detroit Falcons de la BAA, que desapareció. Los nuevos Detroit Pistons jugaron en el Olympia Stadium (por entonces el pabellón de Detroit Red Wings de la NHL) durante sus cuatro primeras temporadas, hasta que se mudaron al Cobo Arena. La franquicia era una decepción constante, tanto en lo deportivo como en lo financiero.

### Años 1960 y 1970: décadas pobres
Durante las décadas de los años 1960 y años 1970, los Pistons se caracterizaron por contar con plantillas individualistas y débiles. Algunas de las estrellas que jugaron en estos equipos fueron Dave DeBusschere, Dave Bing, Jimmy Walker y Bob Lanier. DeBusschere se convirtió en el entrenador más joven de la historia de la NBA con 24 años, dirigiendo al equipo desde la temporada 1964-65 hasta la 1966-67, a la vez que jugaba en los Pistons (haciendo de entrenador-jugador). A finales de 1968, DeBusschere fue traspasado a New York Knicks a cambio de Howard Komives y Walt Bellamy, donde ganó dos campeonatos. La era de Bing y Lanier tuvo buenos años, pero eran frenados por los Milwaukee Bucks del joven Lew Alcindor y por Chicago Bulls, equipos más fuertes que jugaban en su propia división. En los años 1970, el equipo solo alcanzó los playoffs en cuatro temporadas, siendo eliminados a las primeras de cambio en tres de ellas. En 1976, lograron llegar a las Semifinales de Conferencia, pero cayeron con Golden State Warriors en seis partidos. 
En 1974, Zollner vendió el equipo a Bill Davidson, quien se quedó como el dueño principal de la franquicia. Disgustado con la localización del equipo en el centro de Detroit, Davidson los mudó al suburbio de Pontiac en 1978, jugando en el Silverdome, una estructura construida para el fútbol americano profesional y casa de Detroit Lions por entonces.

### Años 1980: la era de los "Bad Boys"
El equipo tocó fondo a finales de los años 1970 y principios de los años 1980, completando desastrosas temporadas en 1979-80 (16 victorias y 66 derrotas) y en 1980-81 (5 victorias más). En la temporada 1979-80, los Pistons perdieron sus 14 últimos partidos, a los que juntando con las 7 derrotas con las que comenzaron la siguiente campaña sumaban el por entonces récord de 21 partidos consecutivos perdidos. 
La suerte empezó a sonreír a la franquicia en 1981, cuando seleccionaron en el Draft al base Isiah Thomas de la Universidad de Indiana. A principios de 1982 adquirieron al pívot Bill Laimbeer procedente de Cleveland Cavaliers y al base Vinnie Johnson de Seattle SuperSonics. 

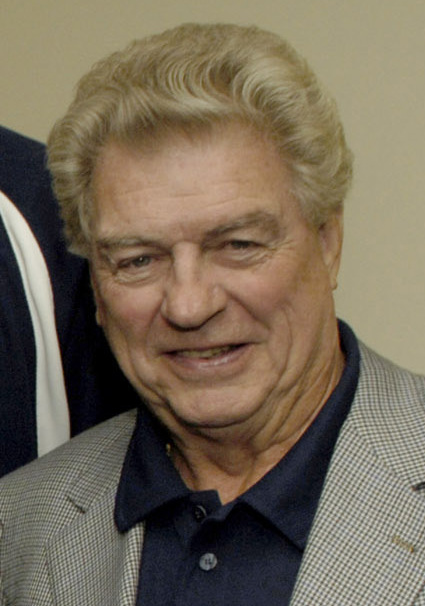
Chuck Daly, alma de los "Bad Boys" con los que ganó dos campeonatos en 1989 y 1990.

En la temporada 1984-85, el tejado del Silverdome se derrumbó durante una ventisca. A causa de ello, los Pistons jugaron sus partidos como locales en el Joe Louis Arena, en el centro de Detroit. En playoffs cayeron en primera ronda ante New York Knicks en cinco partidos. En las Semifinales de Conferencia de 1985 fueron eliminados en una competida eliminatoria contra Boston Celtics, dejando claro que aunque cayeron apeados de la postemporada había comenzado una bonita rivalidad entre ambos. Al año siguiente, adquirieron a Joe Dumars en el Draft y a Rick Mahorn procedente de un traspaso con Washington Bullets. Sin embargo, Atlanta Hawks les dejó fuera en primera ronda. Tras ello, el entrenador Chuck Daly y la estrella Isiah Thomas comprendieron que había que crear un equipo competitivo y un estilo más agresivo.
En 1987 adoptaron un estilo muy intenso y físico, orientado a la defensa, que rápidamente se ganó el apodo de "Bad Boys". Llegaron jugadores posteriormente claves en el equipo como fueron John Salley (seleccionado en la 11.ª posición del Draft), Dennis Rodman (elegido en la 27.ª posición de la segunda ronda) y Adrian Dantley (traspasado de Utah Jazz). El equipo llegó a las Finales de Conferencia, lo más lejos que había avanzado la franquicia desde que estaban localizados en Forth Wayne, contra los Celtics. Después de cuatro disputadísimos encuentros, la eliminatoria se encontraba empatada a 2 y con el quinto partido casi ganado a falta de pocos segundos. Tras una pérdida de balón de los Celtics y con el esférico en manos de Thomas, Daly pidió un tiempo muerto. Larry Bird robó el pase de banda y se lo pasó a Dennis Johnson para ganar el partido. Los Pistons no bajarían los brazos, ganando el sexto partido pero cayendo en el séptimo y definitivo encuentro en Boston. 
Motivados por aquella dura eliminación, los Pistons ajustaron aún más su estilo "bad-boy" y vengaron sus dos eliminaciones anteriores ante los Celtics en las Finales de Conferencia de 1988, derrotándolos en seis partidos y avanzando a las Finales de la NBA por primera vez desde que el equipo está en Detroit. Previamente firmaron la mejor temporada de su historia ganando 54 partidos (récord de franquicia por entonces) y su primer título de la División Central.
Su primera experiencia en las Finales les enfrentó a Los Angeles Lakers, liderados por Magic Johnson, James Worthy y Kareem Abdul-Jabbar. Después de una ventaja de 3-2 para Detroit, el equipo estaba sereno para ganar su primer título NBA en el sexto encuentro en Los Ángeles. En aquel partido, Thomas anotó 25 puntos en el tercer cuarto (récord en unas Finales) jugando con una lesión en el tobillo. Sin embargo, los Lakers se hicieron con el partido por 103-102 gracias a unos tiros libres finales de Abdul-Jabbar tras una falta de Laimbeer, llamada por él como "falta fantasma". Con un Thomas tocado, los Pistons no fueron capaces de ganar el séptimo partido, perdiendo 108-105, y con ello, el campeonato.
Antes de la temporada 1988-89, la franquicia se movió a Auburn Hills, para jugar en el Palace of Auburn Hills. Los Pistons retocaron su plantilla traspasando a Dantley por Mark Aguirre de Dallas Mavericks. Este cambio en principio fue criticado, pero con el tiempo alabado. El equipo consiguió un, por entonces, récord de franquicia, ganando 63 partidos y llegando de nuevo a las Finales con los Lakers como rivales. En esta ocasión, los Pistons se vengaron barriendo a los californianos en cuatro encuentros, ganando así su primer campeonato y con Joe Dumars como MVP de las Finales.

### Años 1990: campeonato y ocaso

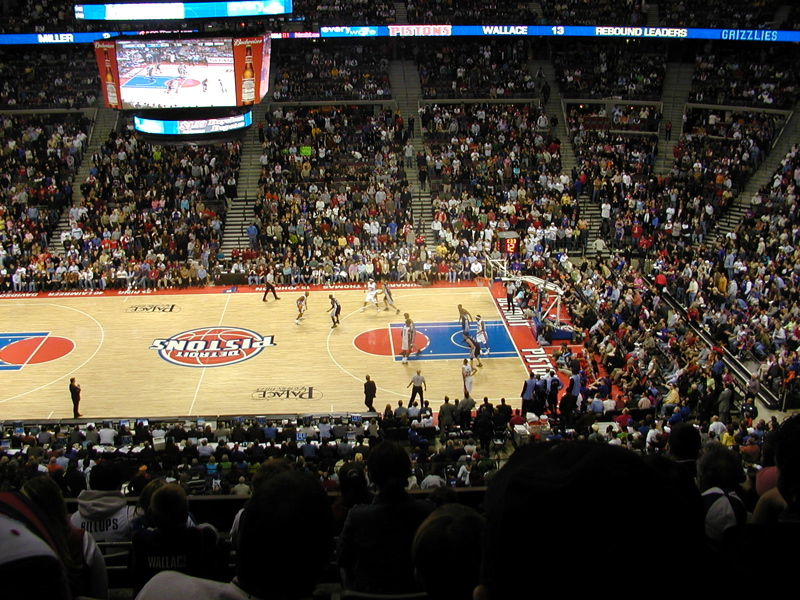
The Palace of Auburn Hills, pabellón de los Pistons a partir de los años 1990 y finales de los años 1980.

Los Pistons defendieron exitosamente su título de la temporada 1988-89. Después de ganar 59 partidos y el título de división en la temporada regular, avanzaron dos rondas de playoffs y se jugaron una plaza en las Finales de la NBA ante los Chicago Bulls de Michael Jordan en las Finales de Conferencia. Detroit ganó en siete partidos y llegó a las Finales de la NBA por tercera vez consecutiva, ganando el decisivo encuentro por 93-74. El rival en las Finales era Portland Trail Blazers. Con la serie empatada a 1, los Pistons viajaban a Portland, donde el equipo no ganaba desde 1974, ganando los tres partidos y llevándose el título gracias a una canasta de Vinnie Johnson en el quinto partido a falta de 7 décimas para el final. Tras este tiro, se ganó el apodo de "007", junto con el original "Microondas". Isiah Thomas fue nombrado el MVP de las Finales.
Tras el campeonato, los Pistons perdieron fuelle en la temporada siguiente, cayendo eliminados por 4-0 en las Finales de Conferencia ante los Bulls. Después de esta eliminación, el equipo se sumió en un largo periodo de transición. Jugadores clave como Laimbeer y Thomas se retiraban del baloncesto (en 1993 y 1994 respectivamente) y otros como Edwards, Johnson, Salley y Rodman eran traspasados. El equipo disminuyó rápidamente, tocando fondo en la temporada 1993-94, finalizándola con un balance de 20-62. 
El equipo mejoró tras esa campaña, pero aún estaban en proceso de reconstrucción. Como consecuencia de la desastrosa temporada, los Pistons pudieron seleccionar en el Draft de 1994 a Grant Hill, a la postre una de las estrellas de la década de los 90 en la NBA. Sin embargo, hubo otras decisiones personales equivocadas como el traspaso de Rodman a San Antonio Spurs por Sean Elliott; la pérdida de Allan Houston, que se marchó como agente libre a New York Knicks en 1996; los fichajes de agentes libres como Christian Laettner, Loy Vaught, Cedric Ceballos y el fallecido Bison Dele, que no darían ningún rendimiento al equipo; y el continuo baile de entrenadores en ocho años (Ron Rothstein, Don Chaney, Doug Collins, Alvin Gentry y George Irvine). De aquellos técnicos, solo Collins tuvo éxito en los Pistons, ganando 54 partidos en la temporada 1996-97. El equipo hasta vio un cambio en sus colores, pasando del rojo, blanco y azul al verde azulado, marrón y blanco en 1996, en lo que demostró ser un movimiento sumamente impopular entre los aficionados. Irónicamente, esa etapa fue conocido como "la era del verde azulado".

### 2000-2008: de nuevo aspirantes
Después de ser barridos en playoffs por Miami Heat, Joe Dumars (que se retiró en 1999) se convirtió en el presidente de Operaciones del equipo, un movimiento que a la postre sería decisivo en el devenir del equipo.

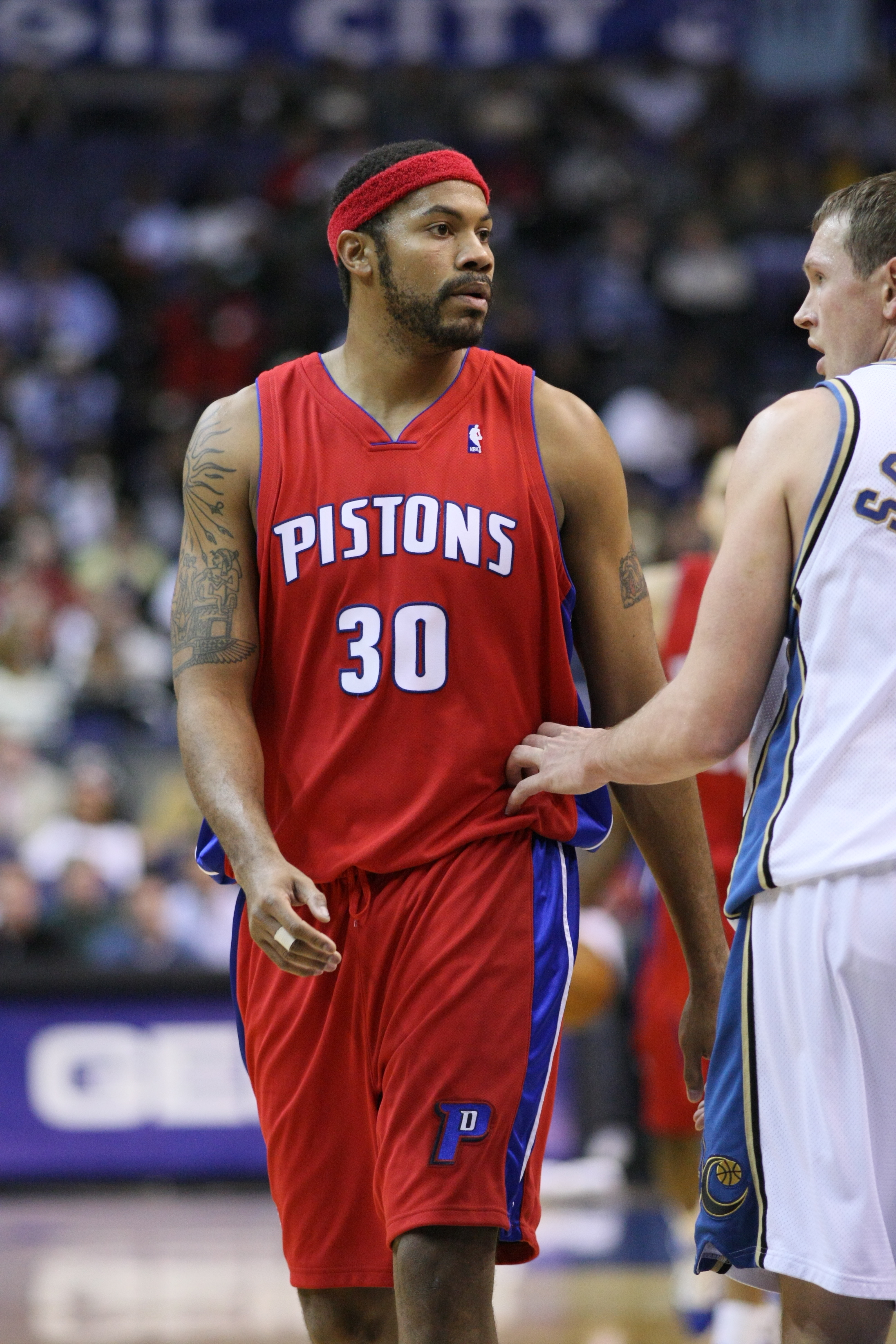
La llegada de Rasheed Wallace fue clave en el anillo de 2004.

Los Pistons sufrieron otra decepcionante temporada en la de 2000-01 (32-50). Tras ella, Dumars despidió a George Irvine y fichó a Rick Carlisle, un asistente de entrenador muy respetado, quien guiaría al equipo a la primera campaña de 50 o más victorias desde 1997, y a su primera ronda de playoffs ganada desde 1991. Dumars renovó la plantilla firmando como agente libre al base Chauncey Billups, traspasando a Jerry Stackhouse a Washington Wizards por Richard "Rip" Hamilton, drafteando a Tayshaun Prince, y consiguiendo a Ben Wallace a cambio de Grant Hill en 2000. Los Pistons fueron unos asiduos a temporadas con 50 o más victorias, llegando a las Finales de Conferencia en 2003 por primera vez desde 1991, donde fueron barridos en cuatro partidos por New Jersey Nets.
Sorprendentemente, después de una temporada tan exitosa, Rick Carlisle fue despedido. Los motivos se rumoreaban que eran que a Bill Davidson le parecía que Carlisle era arrogante debido a su carácter tranquilo y apagado, algo que enfadó al propietario del equipo. Larry Brown fue el encargado de sustituirle.
La transformación de los Pistons en un equipo campeón fue completada en febrero de 2004, con el fichaje de Rasheed Wallace. Ganaron 54 partidos esa temporada, el mejor balance del equipo desde 1997. En playoffs, derrotaron en primera ronda fácilmente a Milwaukee Bucks en cinco partidos, a los vigentes campeones del Este New Jersey Nets en siete partidos en las semifinales, y en las Finales de Conferencia a Indiana Pacers, entrenados por Rick Carlisle, en seis partidos. Por primera vez desde 1990, los Pistons volvían a jugar unas Finales de la NBA. La mayoría de los analistas daba pocas posibilidades a los Pistons antes sus rivales, los Lakers de Kobe Bryant, Shaquille O'Neal, Karl Malone y Gary Payton. Contra pronóstico, ganaron el anillo por 4-1 y a punto estuvo de no ser por un humillante y caótico barrido, gracias a un triple milagroso de Bryant en el segundo partido para llevar el partido a la prórroga y a la postre ganar el encuentro. En el tercer partido, la intensísima defensa de los Pistons dejó el marcador de los Lakers en 68 puntos. Chauncey Billups fue nombrado MVP de las Finales.

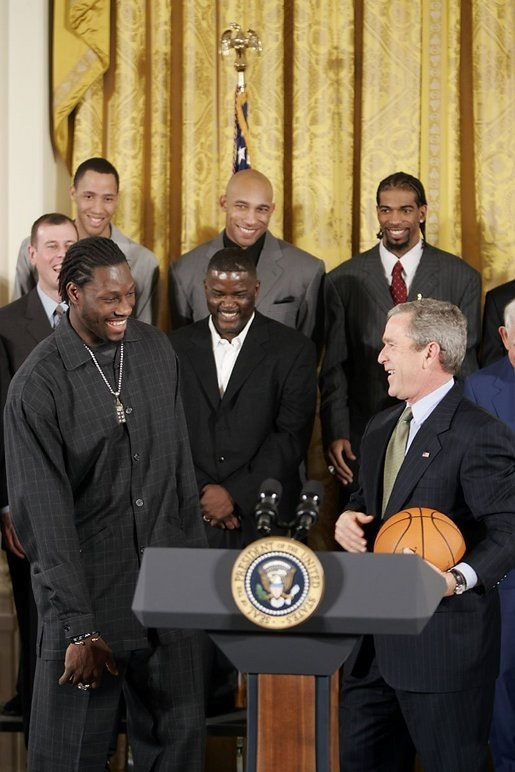
Los Pistons son felicitados por el presidente George W. Bush tras resultar campeones en la Temporada 2004-05 de la NBA.

A pesar de que la mayoría de los jugadores suplentes dejaron el equipo (Mehmet Okur, Mike James y Corliss Williamson), los Pistons seguían siendo de los favoritos para ganar el anillo. En la temporada 2004-05 ganaron 54 partidos, siendo su quinta campaña consecutiva con 50 o más triunfos. Durante los playoffs, eliminaron cómodamente a Philadelphia 76ers por 4-1 y a Indiana Pacers, no con tantas facilidades, por 4-2, a pesar de llegar a ir perdiendo la eliminatoria por 2-1. En las Finales de Conferencia se enfrentaron a los Miami Heat de Shaquille O'Neal, derrotándoles en una dura serie de siete partidos. Avanzaban a las Finales de la NBA por segundo año consecutivo, aunque esta vez no tendrían la misma suerte. San Antonio Spurs les ganó la partida en siete encuentros (primera final que se decide en el séptimo partido desde 1994). Los Spurs se hacían, así, con su tercer anillo.
Muchos creyeron que a los Pistons le afectarían los problemas antideportivos que tuvieron que afrontar durante dicha temporada. El lamentable espectáculo que se presenció en The Palace of Auburn Hills el 19 de noviembre de 2004 en el encuentro que enfrentaba a Indiana contra Detroit fue uno de los incidentes más grandes en la historia del deporte americano. Ello condujo seis partidos de suspensión a Ben Wallace, aunque la peor parte se la llevó el polémico Ron Artest, que fue sancionado sin jugar durante toda la temporada por subirse a la grada del estadio y golpear a los aficionados que previamente, y durante la pelea entre él y Wallace, le arrojaron objetos. Otro problema fue el estado de salud de Larry Brown, que junto con los incidentes del Pacers-Pistons fueron, probablemente, algunos motivos por los que abandonó su cargo a final de la temporada para firmar por los Knicks. Los Pistons contestaron fichando a Flip Saunders como su sustituto.

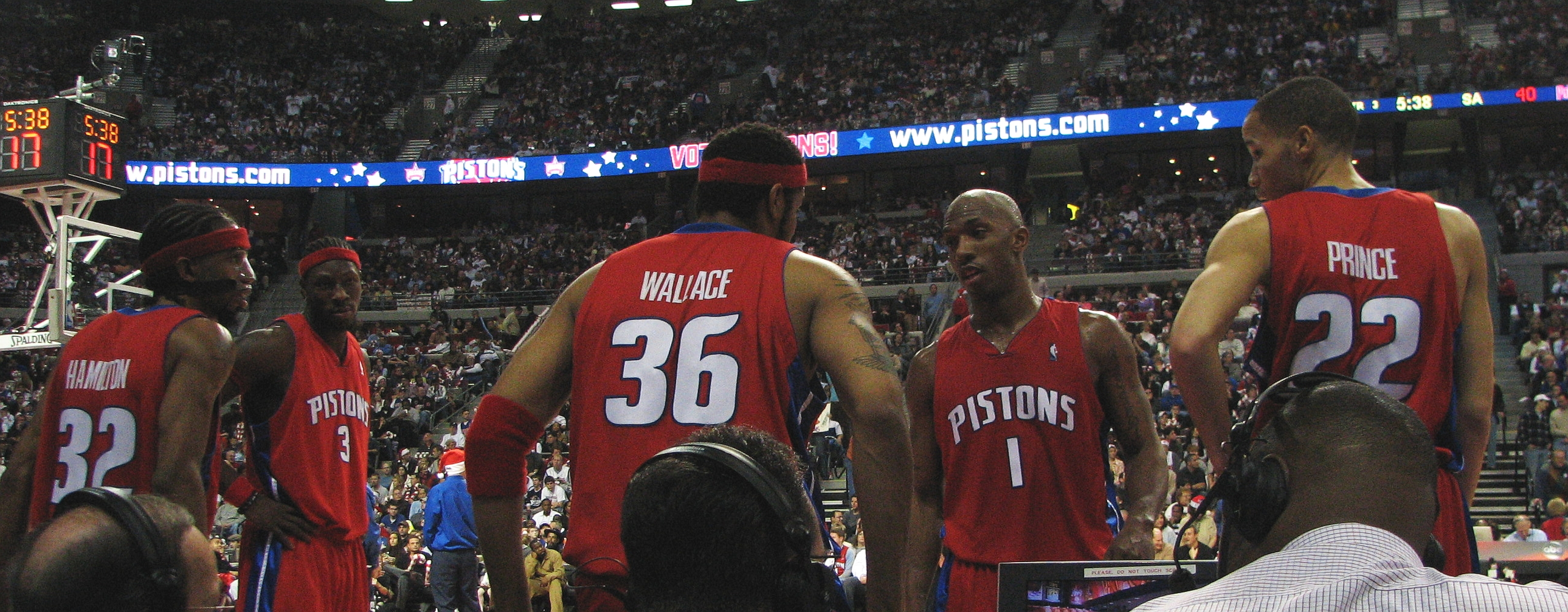
Uno de los mejores equipos de la década.

Los Pistons comenzaron la temporada 2005-06 con el mejor balance de la temporada. Su 37-5 fue el mejor inicio de un equipo de Detroit en cualquier deporte americano. Cuatro de los cinco jugadores titulares del equipo, Chauncey Billups, Richard Hamilton, Rasheed Wallace y Ben Wallace, fueron seleccionados para el All-Star Game, además de Saunders como entrenador del Este. Los Pistons terminaron la temporada con un registro de 64-18, el mejor de su historia. Además, consiguió un récord NBA al alinear el mismo quinteto durante 73 partidos consecutivos.
En la primera ronda de los playoffs de 2006 derrotaron a Milwaukee Bucks por 4-1 y a Cleveland Cavaliers, en segunda ronda, por un duro 4-3, llegando a ir perdiendo por 3-2. Sin embargo, esta vez los Heat eliminaron a los Pistons en las Finales de Conferencia en seis encuentros.
En verano, los Pistons perdieron a Ben Wallace, quien se marchó como agente libre a Chicago Bulls por 60 millones de dólares y 4 años de contrato. En cambio, Detroit ofrecía los mismos años pero 48 millones.
En la temporada 2006-07, el equipo tuvo un comienzo un poco flojo. La nota positiva llegó el 19 de diciembre de 2006, con el fichaje de Chris Webber. El jugador tuvo que utilizar el dorsal 84, ya que su original 4 está retirado en honor a Joe Dumars. Webber escogió el 84 a petición de su sobrino de 6 años, que soñó que algún día C-Webb jugaría en los Pistons con el 84 a la espalda. Los Pistons consiguieron un récord de 21-15 antes del fichaje de Webber, y con él, el balance ascendió a 32-14. El 11 de abril, el equipo se aseguró el primer puesto en la Conferencia Este y la ventaja de campo en las tres primeras rondas de playoffs. 
Los Pistons abrieron los playoffs barriendo a Orlando Magic en cuatro partidos, ganando por primera vez desde 1990 una eliminatoria de postemporada sin perder ningún partido. En Semifinales de Conferencia se enfrentaron a Chicago Bulls, a los que ganaron los dos primeros encuentros por un margen de 26 y 21 puntos respectivamente. En el tercer duelo, los Pistons remontaron 19 puntos y vencieron por 81-74, poniendo el 3-0 en la eliminatoria. Los Bulls evitaron la eliminación saliendo victoriosos en los dos siguientes encuentros, pero los Pistons cerraron la serie en el sexto encuentro ganando 95-85. Avanzaron a las Finales de Conferencia por quinto año consecutivo (igualando la racha que consecharon desde 1987 hasta 1991), con los Cleveland Cavaliers de LeBron James como rivales. Tras ganar los dos primeros partidos, unos Cavaliers liderados por un James en un estado de forma espectacular dieron la vuelta a la serie y eliminaron a los Pistons por 4-2.
Al finalizar la temporada, Detroit traspasó a Carlos Delfino a Toronto Raptors por las elecciones de segunda ronda de los drafts de 2009 y 2011. En el Draft de 2007, eligieron a Rodney Stuckey en la 15.ª posición y a Arron Afflalo en la 27.ª. Además, tanto Billups como el joven Amir Johnson y el veterano Antonio McDyess fueron renovados. La temporada 2007-08 marcaba la 50.ª en la historia de la franquicia. En ella, los Pistons firmaron un récord de 59-23, el segundo mejor de la liga detrás de las 66 victorias de Boston Celtics, primeros del Este. En los playoffs de 2008, se enfrentaron a Philadelphia 76ers en primera ronda. Tras ir perdiendo por 1-0 y 2-1 en la eliminatoria, los Pistons ganaron tres partidos consecutivos y accedieron a las Semifinales de Conferencia. En ellas, el equipo apeó a Orlando Magic en cinco partidos. En el tercer partido de la serie, los Magic vencieron por 111-86, perdiendo además los Pistons al base Billups por lesión. A pesar de su baja, el equipo ganó los dos partidos siguientes y aseguró el pase a las Finales de Conferencia por sexta vez seguida. En ellas, cayeron ante los Celtics por 4-2 tras ser derrotados en el sexto encuentro por 89-81 en Detroit. El 3 de junio de 2008, los Pistons anunciaron que Saunders no seguiría como entrenador de los Pistons la siguiente temporada. Siete días después, el exjugador Michael Curry se convirtió en su sustituto en el banquillo.

### 2008-2011: fin de los buenos tiempos, reconstrucción
En noviembre de 2008, los Pistons traspasan a Chauncey Billups, Antonio McDyess y Cheikh Samb a Denver Nuggets a cambio de Allen Iverson. En diciembre, McDyess retornó a Detroit.
La temporada discurrió entre polémicas y lesiones, Iverson no se adaptó a su nuevo rol en el equipo y apenas aportó. Los Pistons finalizaron octavos, consiguiendo la última plaza que da derecho a playoffs, de donde fueron apeados rápidamente por Cleveland Cavaliers. Era la primera vez que los Pistons eran eliminados en primera ronda desde el 2000. A finales de temporada, Iverson dejó el equipo.
Para la temporada 2009-10, los Pistons firmaron a Ben Gordon, procedente de Chicago Bulls y Charlie Villanueva, procedente de Milwaukee Bucks. A la vez, también se marcharon Rasheed Wallace y Antonio McDyess. Poco antes de comenzar la temporada, firman al veterano Ben Wallace. La temporada discurrió igual que la anterior, pero esta vez, los Pistons finalizaron con un global de 27-55, récord negativo en la franquicia desde 1994, y evidentemente, perdiendo el derecho a playoffs.

### 2011-2020: nuevo dueño

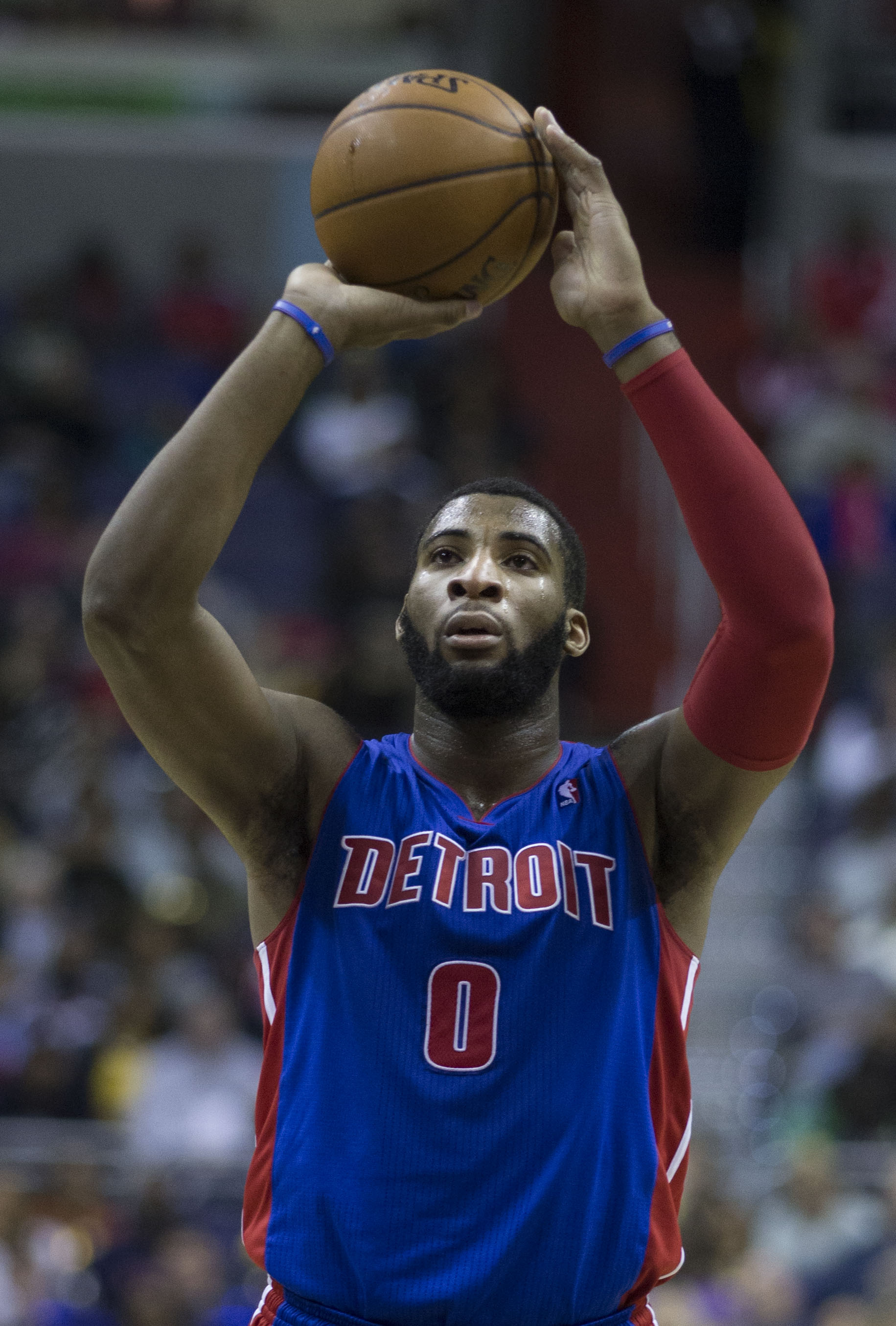
Andre Drummond fue seleccionado por los Pistons en la novena posición del Draft de la NBA de 2012.

En abril de 2011, se confirmó que Tom Gores sería el nuevo propietario del equipo. Para la temporada 2011-12, los Pistons decidieron contratar como entrenador a Lawrence Frank, que había sido asistente en los Boston Celtics. Cabe destacar la marcha de otro de los integrantes del equipo campeón en 2004, Richard Hamilton, que partió rumbo a Chicago Bulls.
La temporada fue de transición, tal y como se suponía para los Pistons. Apoyándose en jóvenes talentos como Rodney Stuckey, Brandon Knight o Greg Monroe, los Pistons terminaron con un global de 25-41.
Para la temporada 2012-13, los Pistons adquirieron en el draft al pívot Andre Drummond, además, en un intercambio con Charlotte Bobcats, llegó Corey Maggette a cambio de Ben Gordon. En mitad de temporada, se marchó el último integrante de los "New Bad Boys" de 2004, Tayshaun Prince, el cual marchó a Memphis Grizzlies, mientras que los Pistons recibieron al base español José Manuel Calderón de Toronto Raptors. La mediocre temporada de los Pistons (29-53 y fuera de playoffs) hicieron que Lawrence Frank fuera destituido al terminar la temporada.
Para la temporada 2013-14, los Pistons eligieron en el draft a Kentavious Caldwell-Pope y contrataron como entrenador al célebre exjugador de los Sixers, Maurice Cheeks. Los Pistons hicieron contrataciones para dar un salto adelante y aspirar de verdad a entrar en los playoffs; el base Brandon Jennings llegó en un traspaso con Milwaukee Bucks a cambio de Brandon Knight, Khris Middleton y Viacheslav Kravtsov. La estrella de los Atlanta Hawks, Josh Smith, llegó por 4 años a razón de 54 millones de dólares. De destacar también es el regreso de uno de los integrantes del equipo campeón de 2004, el base Chauncey Billups que llegó para aportar veteranía y liderazgo al conjunto. Sin embargo, la temporada no fue todo lo bien que esperaban; Josh Smith no demostró un buen rendimiento y los jugadores Greg Monroe, Andre Drummond y Josh Smith no conseguían compenetrarse juntos. A mitad de temporada, Maurice Cheeks es despedido, y poco después, Joe Dumars era cesado como presidente de operaciones. La temporada terminó con el mismo resultado que la anterior: 29-53.
La 2014-15 suponía un cambio de rumbo en vista del fracaso de la anterior: el veterano entrenador Stan Van Gundy llegaba para devolver el orden al equipo, Josh Smith y los Pistons llegaban a un acuerdo para rescindir el alto contrato del alero y el veterano Tayshaun Prince regresaba al equipo con el que fue campeón de la NBA en 2004. En una nueva temporada de transición, los Pistons terminaron con un 32-50.
Para la 2015-16, los Pistons adquirieron a Stanley Johnson en el draft. El ala-pívot Greg Monroe abandonaba el equipo libre a la vez que llegaban una gran cantidad de jugadores libres mediante traspasos, muchos buscando liberar masa salarial para las próximas temporadas.
Para la temporada 2016-17, el equipo abandonaba The Palace of Auburn Hills y se trasladó al Little Caesars Arena, situado en el centro de Detroit.
El fichaje de Blake Griffin, en enero de 2018, hace presagiar un poderoso juego interior junto a Andre Drummond, pero al final de la temporada 2017-18 es cesado el entrenador Stan Van Gundy al que todavía le quedaba un año de contrato, al no haberse clasificado para los 'playoffs' por segunda temporada consecutiva y terminar la fase regular con un balance negativo de 39-43.
En la 2018-19, con un récord de 41-41 consigue clasificarse para playoffs como octavo en su conferencia, pero perdiendo en primera ronda ante los Milwaukee Bucks (4-0).

### 2020-2024: racha histórica de derrotas
Durante la temporada 2020-21, el equipo traspasó a Rose (Knicks), a Griffin (Nets) y cortó a Drummond, por lo que terminó con un balance de 20-52, en posición décima quinta de su conferencia, último, perdiéndose los playoffs por segundo año consecutivo.
De cara a la temporada 2021-22 se hacen con el número 1 del draft, Cade Cunningham. Termina la temporada regular con un balance de 23-59, en el puesto catorce de su conferencia, no clasificándose para playoffs por tercer año consecutivo.
En el draft de la NBA de 2022, los Pistons seleccionaron en la quinta posición a Jaden Ivey. Más adelante en la primera ronda, adquirieron a Jalen Duren a través de un traspaso con los New York Knicks. Los Pistons terminaron la temporada 2022-23 con el peor balance de toda la liga y el segundo peor en la historia de la franquicia con 17 victorias y 65 derrotas, no clasificándose para playoffs por cuarto año consecutivo. Fue su primera temporada con 60 o más derrotas desde la temporada 1993-94. Tras el último partido de la temporada el 9 de abril de 2023, Dwane Casey renunció como entrenador en jefe para unirse al equipo de gerencia de la franquicia.
De cara a la temporada 2023-24, obtienen mediante traspasado a Joe Harris y con Cunningham como su estrella emergente, consiguen la peor racha de derrotas consecutivas en una misma temporada en la historia de la liga, con 28. Después de comenzar con un récord de 2-1, perdieron 28 partidos seguidos, un récord de la franquicia, del 30 de octubre al 30 de diciembre, la racha de derrotas más larga en una sola temporada y empatada en la racha de derrotas más larga en general de la historia de la NBA. Se convirtieron en el decimotercer equipo en la historia de la liga en tener un mes sin victorias, con marca de 0-15 en noviembre. El 9 de marzo de 2024 fueron oficialmente eliminados de la lucha por los playoffs por quinta temporada consecutiva. Los Pistons terminaron con el peor récord general de la NBA por segunda temporada consecutiva y el peor en la historia de la franquicia con 14victorias y 68 derrotas.

### 2024-presente: un cambio histórico
El 31 de mayo de 2024, los Pistons contrataron a Trajan Langdon como presidente de operaciones de baloncesto. Al día siguiente anunciaron que Troy Weaver había renunciado como gerente general. El 19 de junio, Monty Williams fue despedido como entrenador. El 3 de julio los Pistons contrataron a J. B. Bickerstaff para sustituirlo.
El 1 de enero de 2025, tras una victoria sobre los Orlando Magic, los Pistons superaron el total de victorias de la temporada anterior. El 28 de marzo se aseguraron su primera temporada ganadora desde 2016. También se convirtieron en el segundo equipo en la historia de la NBA en triplicar su total de victorias de la temporada anterior, uniéndose a los Charlotte Bobcats en la temporada 2012-13, y el primero en hacerlo de la temporada completa anterior, ya que los Bobcats lo lograron partiendo de que la temporada anterior fue la de la huelga de la NBA de 2011, en la que se redujo la competición a 66 partidos, en lugar de los 82 habituales. Los Pistons pasaron de 14 a 42, a falta de ocho partidos para terminar la temporada regular.

## Afición
Debido a que los Pistons han regresado a la élite de la liga, el apoyo de la afición ha aumentado considerablemente. Desde mediados de los 90 hasta 2001, era difícil ver su pabellón completamente lleno. Ahora, a pesar de jugar en el pabellón con más capacidad de espectadores de la liga, han llenado hasta 165 partidos consecutivos. Desde la temporada 2002-2003, el equipo lidera la liga en asistencia del público.
Hay un número de celebridades que con regularidad pueden ser vistos en el The Palace of Auburn Hills, como son:
| - Eminem - Anita Baker - Dave Bing - Lloyd Carr - Aretha Franklin | - Thomas Hearns - Tom Izzo - Vinnie Johnson - John E. Long - Kid Rock | - Barry Sanders - Bob Seger - Tom Selleck - Stevie Wonder |

## Trayectoria
Nota: G: Partidos ganados; P:Partidos perdidos; %:porcentaje de victorias
| Temporada                                                              | G    | P    | %     | Play-offs                                                                                  | Resultado                                                                                  |
| ---------------------------------------------------------------------- | ---- | ---- | ----- | ------------------------------------------------------------------------------------------ | ------------------------------------------------------------------------------------------ |
| Fort Wayne Zollner Pistons (NBL) (No se incluye en los totales de G/P) |      |      |       |                                                                                            |                                                                                            |
| Playoffs                                                               | 200  | 169  | .542  | 3 Campeonatos                                                                              | 3 Campeonatos                                                                              |
| 1941-42                                                                | 15   | 9    | .625  | Gana Semifinales Pierde Campeonato                                                         | Ft Wayne - Akron 2-1 Oshkash - Ft Wayne 2-1                                                |
| 1942-43                                                                | 17   | 6    | .739  | Gana Semifinales Pierde Campeonato                                                         | Ft Wayne - Chicago 2-1 Sheboygan - Ft Wayne 2-1                                            |
| 1943-44                                                                | 18   | 4    | .818  | Gana Semifinales Gana Campeonato                                                           | Ft Wayne - Cleveland 2-0 Ft Wayne - Sheboygan 3-0                                          |
| 1944-45                                                                | 25   | 5    | .833  | Gana Semifinales Gana Campeonato                                                           | Ft Wayne - Cleveland 2-0 Ft Wayne - Sheboygan 3-2                                          |
| 1945-46                                                                | 26   | 8    | .765  | Pierde Semifinales                                                                         | Rochester - Ft Wayne 3-1                                                                   |
| 1946-47                                                                | 25   | 19   | .568  | Gana 1.ª Ronda Pierde Semifinales                                                          | Ft Wayne 3-2 - Toledo Rochester - Ft Wayne 2-1                                             |
| 1947-48                                                                | 40   | 20   | .667  | Pierde 1.ª Ronda                                                                           | Rochester 3-1 - Ft. Wayne                                                                  |
| Fort Wayne Pistons BAA/NBA                                             |      |      |       |                                                                                            |                                                                                            |
| 1948-49                                                                | 22   | 38   | .367  |                                                                                            |                                                                                            |
| 1949-50                                                                | 40   | 28   | .588  | Gana Tiebreaker Gana Semifinales División Pierde Finales de División                       | Ft. Wayne - Chicago Ft. Wayne 2, Rochester 0 Minneapolis 2, Ft. Wayne 0                    |
| 1950-51                                                                | 32   | 36   | .471  | Pierde Semifinales División                                                                | Rochester 2, Ft. Wayne 1                                                                   |
| 1951-52                                                                | 29   | 37   | .439  | Pierde Semifinales División                                                                | Rochester 2, Ft. Wayne 0                                                                   |
| 1952-53                                                                | 36   | 33   | .522  | Gana Semifinales División Pierde Finales de División                                       | Ft. Wayne 2, Rochester 1 Minneapolis 2, Ft. Wayne 0                                        |
| 1953-54                                                                | 40   | 32   | .556  | Round-Robin                                                                                | Rochester and Minneapolis - Ft. Wayne, 4-0                                                 |
| 1954-55                                                                | 43   | 29   | .597  | Gana Finales de División Pierde Finales de la NBA                                          | Ft. Wayne 3, Minneapolis 2 Syracuse 4, Ft. Wayne 3                                         |
| 1955-56                                                                | 37   | 35   | .514  | Gana Finales de División Pierde Finales de la NBA                                          | Ft. Wayne 3, St. Louis 2 Philadelphia 4, Ft. Wayne 1                                       |
| 1956-57                                                                | 34   | 38   | .472  | Pierde Tiebreaker División Pierde Semifinales de División                                  | St. Louis - Ft. Wayne Minneapolis 2, Ft. Wayne 0                                           |
| Detroit Pistons (Se incluye en los totales de G/P)                     |      |      |       |                                                                                            |                                                                                            |
| 1957-58                                                                | 33   | 39   | .458  | Gana Semifinales División Pierde Finales de División                                       | Detroit 2, Cincinnati 0 St. Louis 4, Detroit 1                                             |
| 1958-59                                                                | 28   | 44   | .389  | Pierde Semifinales División                                                                | Minneapolis 2, Detroit 1                                                                   |
| 1959-60                                                                | 30   | 45   | .400  | Pierde Semifinales División                                                                | Minneapolis 2, Detroit 0                                                                   |
| 1960-61                                                                | 34   | 45   | .430  | Pierde Semifinales División                                                                | Los Angeles 3, Detroit 2                                                                   |
| 1961-62                                                                | 37   | 43   | .463  | Gana Semifinales División Pierde Finales de División                                       | Detroit 3, Cincinnati 1 Los Angeles 4, Detroit 2                                           |
| 1962-63                                                                | 34   | 46   | .425  | Pierde Semifinales División                                                                | St. Louis 3, Detroit 1                                                                     |
| 1963-64                                                                | 23   | 57   | .288  |                                                                                            |                                                                                            |
| 1964-65                                                                | 31   | 49   | .388  |                                                                                            |                                                                                            |
| 1965-66                                                                | 22   | 58   | .275  |                                                                                            |                                                                                            |
| 1966-67                                                                | 30   | 51   | .370  |                                                                                            |                                                                                            |
| 1967-68                                                                | 40   | 42   | .488  | Pierde Semifinales División                                                                | Boston 4, Detroit 2                                                                        |
| 1968-69                                                                | 32   | 50   | .390  |                                                                                            |                                                                                            |
| 1969-70                                                                | 31   | 51   | .378  |                                                                                            |                                                                                            |
| 1970-71                                                                | 45   | 37   | .549  |                                                                                            |                                                                                            |
| 1971-72                                                                | 26   | 56   | .317  |                                                                                            |                                                                                            |
| 1972-73                                                                | 40   | 42   | .488  |                                                                                            |                                                                                            |
| 1973-74                                                                | 52   | 30   | .634  | Pierde Semifinales División                                                                | Chicago 4, Detroit 3                                                                       |
| 1974-75                                                                | 40   | 42   | .488  | Pierde 1.ª Ronda                                                                           | Seattle 2, Detroit 1                                                                       |
| 1975-76                                                                | 36   | 46   | .439  | Gana 1.ª Ronda Pierde Semifinales Conferencia                                              | Detroit 2, Milwaukee 1 Golden State 4, Detroit 2                                           |
| 1976-77                                                                | 44   | 38   | .537  | Pierde 1.ª Ronda                                                                           | Golden State 2, Detroit 1                                                                  |
| 1977-78                                                                | 38   | 44   | .463  |                                                                                            |                                                                                            |
| 1978-79                                                                | 30   | 52   | .366  |                                                                                            |                                                                                            |
| 1979-80                                                                | 16   | 66   | .195  |                                                                                            |                                                                                            |
| 1980-81                                                                | 21   | 61   | .256  |                                                                                            |                                                                                            |
| 1981-82                                                                | 39   | 43   | .476  |                                                                                            |                                                                                            |
| 1982-83                                                                | 37   | 45   | .451  |                                                                                            |                                                                                            |
| 1983-84                                                                | 49   | 33   | .598  | Pierde 1.ª Ronda                                                                           | New York 3, Detroit 2                                                                      |
| 1984-85                                                                | 46   | 36   | .561  | Gana 1.ª Ronda Pierde Semifinales Conferencia                                              | Detroit 3, New Jersey 0 Boston 4, Detroit 2                                                |
| 1985-86                                                                | 46   | 36   | .561  | Pierde 1.ª Ronda                                                                           | Atlanta 3, Detroit 1                                                                       |
| 1986-87                                                                | 52   | 30   | .634  | Gana 1.ª Ronda Gana Semifinales Conferencia Pierde Finales de Conferencia                  | Detroit 3, Washington 0 Detroit 4, Atlanta 1 Boston 4, Detroit 3                           |
| 1987-88                                                                | 54   | 28   | .659  | Gana 1.ª Ronda Gana Semifinales Conferencia Gana Finales de Conferencia Pierde Finales NBA | Detroit 3, Washington 2 Detroit 4, Chicago 1 Detroit 4, Boston 2 LA Lakers 4, Detroit 3    |
| 1988-89                                                                | 63   | 19   | .768  | Gana 1.ª Ronda Gana Semifinales Conferencia Gana Finales de Conferencia Gana Finales NBA   | Detroit 3, Boston 0 Detroit 4, Milwaukee 0 Detroit 4, Chicago 2 Detroit 4, LA Lakers 0     |
| 1989-90                                                                | 59   | 23   | .720  | Gana 1.ª Ronda Gana Semifinales Conferencia Gana Finales de Conferencia Gana Finales NBA   | Detroit 3, Indiana 0 Detroit 4, New York 1 Detroit 4, Chicago 3 Detroit 4, Portland 1      |
| 1990-91                                                                | 50   | 32   | .610  | Gana 1.ª Ronda Gana Semifinales Conferencia Pierde Finales de Conferencia                  | Detroit 3, Atlanta 2 Detroit 4, Boston 2 Chicago 4, Detroit 0                              |
| 1991-92                                                                | 48   | 34   | .585  | Pierde 1.ª Ronda                                                                           | New York 3, Detroit 2                                                                      |
| 1992-93                                                                | 40   | 42   | .488  |                                                                                            |                                                                                            |
| 1993-94                                                                | 20   | 62   | .244  |                                                                                            |                                                                                            |
| 1994-95                                                                | 28   | 54   | .341  |                                                                                            |                                                                                            |
| 1995-96                                                                | 46   | 36   | .561  | Pierde 1.ª Ronda                                                                           | Orlando 3, Detroit 0                                                                       |
| 1996-97                                                                | 54   | 28   | .659  | Pierde 1.ª Ronda                                                                           | Atlanta 3, Detroit 2                                                                       |
| 1997-98                                                                | 37   | 45   | .451  |                                                                                            |                                                                                            |
| 1998-99                                                                | 29   | 21   | .580  | Pierde 1.ª Ronda                                                                           | Atlanta 3, Detroit 2                                                                       |
| 1999-2000                                                              | 42   | 40   | .512  | Pierde 1.ª Ronda                                                                           | Miami 3, Detroit 0                                                                         |
| 2000-01                                                                | 32   | 50   | 0.390 |                                                                                            |                                                                                            |
| 2001-02                                                                | 50   | 32   | .610  | Gana 1.ª Ronda Pierde Semifinales Conferencia                                              | Detroit 3, Toronto 2 Boston 4, Detroit 1                                                   |
| 2002-03                                                                | 50   | 32   | .610  | Gana 1.ª Ronda Gana Semifinales Conferencia Pierde Finales de Conferencia                  | Detroit 4, Orlando 3 Detroit 4, Philadelphia 2 New Jersey 4, Detroit 0                     |
| 2003-04                                                                | 54   | 28   | .659  | Gana 1.ª Ronda Gana Semifinales Conferencia Gana Finales de Conferencia Gana Finales NBA   | Detroit 4, Milwaukee 1 Detroit 4, New Jersey 3 Detroit 4, Indiana 2 Detroit 4, LA Lakers 1 |
| 2004-05                                                                | 54   | 28   | .659  | Gana 1.ª Ronda Gana Semifinales Conferencia Gana Finales de Conferencia Pierde Finales NBA | Detroit 4, Philadelphia 1 Detroit 4, Indiana 2 Detroit 4, Miami 3 San Antonio 4, Detroit 3 |
| 2005-06                                                                | 64   | 18   | .780  | Gana 1.ª Ronda Gana Semifinales Conferencia Pierde Finales de Conferencia                  | Detroit 4, Milwaukee 1 Detroit 4, Cleveland 3 Miami 4, Detroit 2                           |
| 2006-07                                                                | 53   | 29   | .646  | Gana 1.ª Ronda Semifinales de Conferencia Pierde Finales de Conferencia                    | Detroit 4, Orlando 0 Detroit 4, Chicago 2 Cleveland 4, Detroit 2                           |
| 2007-08                                                                | 59   | 23   | .720  | Gana 1.ª Ronda Gana Semifinales Conferencia Pierde Finales de Conferencia                  | Detroit 4, Philadelphia 2 Detroit 4, Orlando 1 Boston 4, Detroit 2                         |
| 2008-09                                                                | 39   | 43   | .476  | Pierde 1.ª Ronda                                                                           | Cleveland 4, Detroit 0                                                                     |
| 2009-10                                                                | 27   | 55   | .329  |                                                                                            |                                                                                            |
| 2010-11                                                                | 30   | 52   | .366  |                                                                                            |                                                                                            |
| 2011-12                                                                | 25   | 41   | .379  |                                                                                            |                                                                                            |
| 2012-13                                                                | 29   | 53   | .354  |                                                                                            |                                                                                            |
| 2013-14                                                                | 29   | 53   | .354  |                                                                                            |                                                                                            |
| 2014-15                                                                | 32   | 50   | .390  |                                                                                            |                                                                                            |
| 2015-16                                                                | 44   | 38   | .537  | Pierde 1.ª Ronda                                                                           | Cleveland 4, Detroit 0                                                                     |
| 2016-17                                                                | 37   | 45   | .451  |                                                                                            |                                                                                            |
| 2017-18                                                                | 39   | 43   | .476  |                                                                                            |                                                                                            |
| 2018-19                                                                | 41   | 41   | .500  | Pierde 1.ª Ronda                                                                           | Milwaukee 4, Detroit 0                                                                     |
| 2019-20                                                                | 37   | 45   | .303  |                                                                                            |                                                                                            |
| 2020-21                                                                | 20   | 52   | .278  |                                                                                            |                                                                                            |
| 2021-22                                                                | 23   | 59   | .280  |                                                                                            |                                                                                            |
| 2022-23                                                                | 17   | 65   | .207  |                                                                                            |                                                                                            |
| 2023-24                                                                | 14   | 68   | .171  |                                                                                            |                                                                                            |
| 2024-25                                                                | 44   | 38   | .537  | Pierde 1.ª Ronda                                                                           | New York 4, Detroit 2                                                                      |
| Totales                                                                | 2871 | 3209 | .472  |                                                                                            |                                                                                            |
| Playoffs                                                               | 190  | 186  | .505  | 3 Campeonatos                                                                              | 3 Campeonatos                                                                              |

## Mascotas
- 1989-1996: The Palace Knight
- 1996-presente: Hooper

## Jugadores

### Miembros delBasketball Hall of Fame
Jugadores
- Grant Hill
- Dave Bing
- Dave DeBusschere
- Joe Dumars
- Bob Lanier
- Bob McAdoo
- Isiah Thomas
- George Yardley
- Dennis Rodman
- Allen Iverson
- Ben Wallace

Entrenadores y otros
- Larry Brown
- Chuck Daly
- Earl Lloyd (como contribuyente)
- Fred Zollner (como contribuyente)

### Números retirados
- 1 Chauncey Billups, Base, 2002-08 y 2013-14
- 2 Chuck Daly, Entrenador, 1983-92 (el número representa los anillos que ganó como entrenador)
- 3 Ben Wallace, Pívot, 2000-06, 2009-12
- 4 Joe Dumars, Base, 1985-99; Presidente, 2000-2014
- 10 Dennis Rodman, Ala-Pívot, 1986-93[49]
- 11 Isiah Thomas, Base, 1981-94
- 15 Vinnie Johnson, Base, 1981-91
- 16 Bob Lanier, Pívot, 1970-81
- 21 Dave Bing, Base, 1966-75
- 32 Richard Hamilton, Escolta, 2002-11
- 40 Bill Laimbeer, Pívot, 1982-94
- Bill Davidson, propietario del equipo de 1974 a 2009
- Jack McCloskey, general manager de 1979 a 1992

### Líderes estadísticos
Puntos totales temporada regular
| #                                          | Jugador          | Temporadas                                   | Promedio | Partidos | Total  |
| ------------------------------------------ | ---------------- | -------------------------------------------- | -------- | -------- | ------ |
| 1                                          | Isiah Thomas     | 1981 - 1994 (13)                             | 19,2     | 979      | 18 822 |
| 2                                          | Joe Dumars       | 1985 - 1999 (14)                             | 16,1     | 1 018    | 16 401 |
| 3                                          | Bob Lanier       | 1970 - 1980 (10)                             | 22,7     | 681      | 15 488 |
| 4                                          | Dave Bing        | 1966 - 1975 (9)                              | 22,6     | 675      | 15 235 |
| 5                                          | Bill Laimbeer    | 1981 - 1994 (13)                             | 13,5     | 937      | 12 664 |
| 6                                          | Richard Hamilton | 2002 - 2011 (9)                              | 18,4     | 631      | 11 582 |
| 7                                          | Vinnie Johnson   | 1981 - 1991 (10)                             | 12,7     | 798      | 10 146 |
| 8                                          | Tayshaun Prince  | 2002 - 2012 (10)                             | 12,9     | 744      | 9 568  |
| 9                                          | Grant Hill       | 1994 - 2000 (6)                              | 21,6     | 435      | 9 393  |
| 10                                         | John Long        | 1978 - 1986 / 1988 - 1989 / 1990 - 1991 (10) | 14,8     | 608      | 9 023  |
| Nota actualizados a 6 de diciembre de 2012 |                  |                                              |          |          |        |

Rebotes totales temporada regular
| #                                          | Jugador          | Temporadas                    | Promedio | Partidos | Total |
| ------------------------------------------ | ---------------- | ----------------------------- | -------- | -------- | ----- |
| 1                                          | Bill Laimbeer    | 1981 - 1994 (13)              | 10,1     | 937      | 9 420 |
| 2                                          | Bob Lanier       | 1970 - 1980 (10)              | 11,8     | 681      | 8 063 |
| 3                                          | Ben Wallace      | 2000 - 2006 / 2009 - 2012 (9) | 11,1     | 655      | 7 264 |
| 4                                          | Dennis Rodman    | 1986 - 1993 (7)               | 11,5     | 549      | 6 299 |
| 5                                          | Walter Dukes     | 1957 - 1963 (6)               | 11,8     | 422      | 4 986 |
| 6                                          | Dave DeBusschere | 1962 - 1969 (7)               | 11,2     | 440      | 4 947 |
| 7                                          | Bailey Howell    | 1959 - 1964 (5)               | 11,8     | 387      | 4 583 |
| 8                                          | Ray Scott        | 1961 - 1967 (13)              | 10,7     | 421      | 4 508 |
| 9                                          | Terry Tyler      | 1978 - 1985 (7)               | 6,2      | 574      | 3 583 |
| 10                                         | Isiah Thomas     | 1981 - 1994 (13)              | 3,6      | 979      | 3 478 |
| Nota actualizados a 6 de diciembre de 2012 |                  |                               |          |          |       |

Asistencias totales temporada regular
| #                                          | Jugador          | Temporadas                     | Promedio | Partidos | Total |
| ------------------------------------------ | ---------------- | ------------------------------ | -------- | -------- | ----- |
| 1                                          | Isiah Thomas     | 1981 - 1994 (13)               | 9,3      | 979      | 9 061 |
| 2                                          | Joe Dumars       | 1985 - 1999 (14)               | 4,5      | 1 018    | 4 612 |
| 3                                          | Dave Bing        | 1966 - 1975 (9)                | 6,4      | 675      | 4 330 |
| 4                                          | Chauncey Billups | 2002 - 2009 (7)                | 6,4      | 463      | 2 942 |
| 5                                          | Grant Hill       | 1994 - 2000 (6)                | 6,3      | 435      | 2 720 |
| 6                                          | Vinnie Johnson   | 1981 - 1991 (10)               | 3,3      | 798      | 2 661 |
| 7                                          | Richard Hamilton | 2002 - 2011 (9)                | 3,8      | 631      | 2 419 |
| 8                                          | Bob Lanier       | 1970 - 1980 (10)               | 3,3      | 681      | 2 256 |
| 9                                          | Lindsey Hunter   | 1993 - 2000 / 2003 - 2008 (12) | 2,9      | 703      | 2 038 |
| 10                                         | Tayshaun Prince  | 2002 - 2012 (10)               | 2,7      | 744      | 1 976 |
| Nota actualizados a 6 de diciembre de 2012 |                  |                                |          |          |       |

## Entrenadores
- Carl Bennett, 1948–49
- Paul Armstrong, 1949
- Murray Mendenhall, 1949–51
- Paul Birch, 1951–54
- Charles Eckman, 1954–58
- Red Rocha, 1958–60
- Dick McGuire, 1960–63
- Charles Wolf, 1963–65
- Dave DeBusschere, emtrenador-jugador 1965–67
- Donnis Butcher, 1967–69
- Paul Seymour, 1969
- Bill Van Breda Kolff, 1969–71
- Terry Dischinger, 1971
- Earl Lloyd, 1971–73
- Ray Scott, 1972–76
- Herb Brown, 1975–78
- Bob Kauffman, 1977–78
- Dick Vitale, 1978–79
- Richie Adubato, 1979–80
- Scotty Robertson, 1980–83
- Chuck Daly, 1983–92
- Ron Rothstein, 1992–93
- Don Chaney, 1993–95
- Doug Collins, 1995–97
- Alvin Gentry, 1997–98
- George Irvine, 1999–2000
- Rick Carlisle, 2001–03
- Larry Brown, 2003–05
- Flip Saunders, 2005–08
- Michael Curry, 2008–09
- John Kuester, 2009-11
- Lawrence Frank, 2011-13
- Maurice Cheeks, 2013-14
- John Loyer, 2014
- Stan Van Gundy, 2014-2018
- Dwane Casey, 2018-2023

## Gestión

### General Managers
| GM             | Periodo       |
| -------------- | ------------- |
| Carl Bennett   | 1948–1954     |
| Fred Zollner   | 1954–1957     |
| Otto Adams     | 1957–1957     |
| Fred Delano    | 1957–1958     |
| Nick Kerbawy   | 1958–1961     |
| Francis Smith  | 1961–1964     |
| Don Wattrick   | 1964–1965     |
| Edwin Coil     | 1965–1975     |
| Oscar Feldman  | 1975–1977     |
| Bob Kauffman   | 1977–1978     |
| Bill Davidson  | 1978–1979     |
| Jack McCloskey | 1979–1992     |
| Tom Wilson     | 1992–1992     |
| Billy McKinney | 1992–1995     |
| Doug Collins   | 1995–1998     |
| Rick Sund      | 1998–2000     |
| Joe Dumars     | 2000–2014     |
| Jeff Bower     | 2014–2018     |
| Ed Stefanski   | 2018–presente |

## Líderes históricos
| - Carrera - Partidos: Joe Dumars, 1.018 - Minutos jugados: Isiah Thomas, 35.516 - Tiros de campo anotados: Isiah Thomas, 7.194 - Tiros de campo intentados: Isiah Thomas, 15.904 - Triples anotados: Joe Dumars, 990 - Triples intentados: Joe Dumars, 2.592 - Tiros libres anotados: Isiah Thomas, 4.036 - Tiros libres intentados: Isiah Thomas, 5.316 - Rebotes ofensivos: Bill Laimbeer, 2.429 - Rebotes defensivos: Bill Laimbeer, 7.001 - Rebotes totales: Bill Laimbeer, 9.430 - Asistencias: Isiah Thomas, 9.061 - Robos de balón: Isiah Thomas, 1.861 - Tapones: Ben Wallace, 1.297 - Pérdidas: Isiah Thomas, 3.682 - Faltas personales: Bill Laimbeer, 3.131 - Puntos: Isiah Thomas, 18.822 - Por partido - Minutos jugados: Gene Shue, 39.52 - Tiros de campo anotados: Bob Lanier, 9.22 - Tiros de campo intentados: Dave Bing, 19.44 - Triples anotados: Chauncey Billups, 2.01 - Triples intentados: Chauncey Billups, 4.88 - Tiros libres anotados: Jerry Stackhouse, 6.71 - Tiros libres intentados: Jerry Stackhouse, 8.13 - Rebotes ofensivos: Dennis Rodman, 4.36 - Rebotes defensivos: Ben Wallace, 8.97 - Rebotes totales: Ben Wallace, 12.87 - Asistencias: Kevin Porter, 10.11 - Robos de balón: Alvin Robertson, 2.13 - Tapones: Ben Wallace, 2.76 - Pérdidas: Bob McAdoo, 4.00 - Faltas personales: Walter Dukes, 4.21 - Puntos: Bob Lanier, 22.74 | - Por 48 minutos - Tiros de campo anotados: Bob Lanier, 12.23 - Tiros de campo intentados: Don Kojis, 25.35 - Triples anotados: Jon Barry, 2.89 - Triples intentados: Chucky Atkins, 7.39 - Tiros libres anotados: Adrian Dantley, 9.93 - Tiros libres intentados: Adrian Dantley, 11.89 - Rebotes ofensivos: Dennis Rodman, 7.03 - Rebotes defensivos: Ben Wallace, 11.80 - Rebotes totales: Walter Dukes, 20.78 - Asistencias: Kevin Porter, 15.37 - Robos de balón: Ron Lee, 4.29 - Tapones: Chuck Nevitt, 5.79 - Pérdidas: Greg Kelser, 5.57 - Faltas personales: Chuck Nevitt, 12.70 - Puntos: Bob Lanier, 30.17 |

## Premios
| MVP de las Finales - Joe Dumars - 1989 - Isiah Thomas - 1990 - Chauncey Billups - 2004 Mejor Defensor - Dennis Rodman - 1990, 1991 - Ben Wallace - 2002, 2003, 2005, 2006 Rookie del Año - Don Meineke - 1953 - Dave Bing - 1967 - Grant Hill - 1995 Mejor Sexto Hombre - Corliss Williamson - 2002 Mejor Entrenador del Año - Ray Scott - 1974 - Rick Carlisle - 2002 Ejecutivo del Año - Joe Dumars - 2003 | Mejor Quinteto de la Temporada - Larry Foust - 1955 - George Yardley - 1958 - Gene Shue - 1960 - Dave Bing - 1968, 1971 - Isiah Thomas - 1985, 1986 - Grant Hill - 1997 Segundo Mejor Quinteto de la Temporada - Fred Schaus - 1950 - Larry Foust - 1952 - George Yardley - 1957 - Gene Shue - 1961 - Bailey Howell - 1963 - Dave DeBusschere - 1969 - Dave Bing - 1974 - Isiah Thomas - 1983, 1987 - Joe Dumars - 1993 - Grant Hill - 1996, 1998, 1999, 2000 - Ben Wallace - 2003, 2004, 2006 - Chauncey Billups - 2006 Tercer Mejor Quinteto de la Temporada - Joe Dumars - 1990, 1991 - Dennis Rodman - 1992 - Ben Wallace - 2002, 2005 - Chauncey Billups - 2007 | Mejor Quinteto Defensivo - Joe Dumars - 1989, 1990, 1992, 1993 - Dennis Rodman - 1989, 1990, 1991, 1992, 1993 - Ben Wallace - 2002, 2003, 2004, 2005, 2006 Segundo Mejor Quinteto Defensivo - M.L. Carr - 1979 - Joe Dumars - 1991 - Clifford Robinson - 2002 - Chauncey Billups - 2005, 2006 - Tayshaun Prince - 2005, 2006, 2007 Mejor Quinteto de Rookies - Dave DeBusschere - 1963 - Joe Caldwell - 1965 - Tom Van Arsdale - 1966 - Dave Bing - 1967 - Bob Lanier - 1971 - Terry Tyler - 1979 - Isiah Thomas - 1982 - Kelly Tripucka - 1982 - Joe Dumars - 1986 - Grant Hill - 1995 - Brandon Knight - 2012 - Saddiq Bey - 2021 - Cade Cunningham - 2022 Segundo Mejor Quinteto de Rookies - Lindsey Hunter - 1994 - Zeljko Rebraca - 2002 - Rodney Stuckey - 2008 - Jonas Jerebko - 2010 - Andre Drummond - 2013 - Kyle Singler - 2013 - Isaiah Stewart - 2021 - Jalen Duren - 2023 - Jaden Ivey - 2023 |